# Armeria hirta
Armeria hirta es una especie de herbácea de la familia Plumbaginaceae.

## Descripción
Hierba perenne cespitosa de base lignificada, con tallos desprovistos de hojas (escapos) de hasta 90 cm. Hojas todas en roseta basal, de hasta 15 (-20) cm, lineares, lanceoladas o linear-lanceoladas, con 1-3 nervios sin pelos. Flores hermafroditas, actinomorfas, pentámeras, reunidas en capítulos en el extremo de los escapos, con una vaina de 2-4 (-5) cm rodeando el extremo de los mismos. Capítulos de 2-3,5 cm de diámetro, con un involucro de brácteas coriáceas imbricadas, sin pelos; las externas anchamente ovadas o redondeadas; las medias más anchas en la parte superior y algo escotadas (obcordadas); las internas más anchas en la parte superior (obovadas). Cáliz de (7,5-) 9,5-12 mm embudado, inserto oblicuamente sobre el pedicelo y prolongado en la base en un espolón de (1,2) 1,5-2,5 mm. Corola con pétalos soldados en la base, embudada, más larga que el cáliz, rosada, rara vez blanca. Androceo con 5 estambres libres. Ovario súpero, con 5 estilos libres. Frutos en cápsula encerrada en el cáliz, con una sola semilla. Florece y fructifica de primavera a principios de verano.

## Distribución y hábitat
Endemismo Ibérico.DD (datos insuficientes) según la LRA. Vive en suelos arenosos.